# George Stewart (tenista)
George Stewart fue un tenista nacido en Panamá que representó a Panamá y Estados Unidos.

## Biografía
Stewart, una jugadora negra, fue dominante en la Asociación Estadunidense de Tenis (ATA) durante las décadas de 1940 y 1950, junto con Althea Gibson de la categoría femenina. Siete veces campeón individual, ganó su primer título ATA en 1947. En 1952, él y Reginald Weir fueron los primeros negros en competir en los campeonatos nacionales de Estados Unidos (hoy Abierto de Estados Unidos).Stewart, jugador zurdo, fue medallista de plata en dobles para Panamá en los Juegos Centroamericanos y del Caribe de 1954 en la Ciudad de México y también representó a su país natal en los Juegos Bolivarianos.Stewart jugó tenis universitario para South Carolina State A&amp;M.